# Giorgio De Sabbata
Giorgio De Sabbata (Pesaro, 2 luglio 1925 – Pesaro, 27 luglio 2013) è stato un partigiano e politico italiano.

## Biografia
Fratello di Venzo De Sabbata, fisico, partigiano, intellettuale e accademico. Giorgio De Sabbata fu a sua volta partigiano combattente della Brigata Garibaldi Pesaro, giurista, accademico e avvocato. 
Venne successivamente eletto sindaco di Pesaro nel 1959, restando in carica fino al 1970. Nel 1972 venne eletto deputato con il Partito Comunista Italiano per una legislatura, mentre nel 1976 divenne Senatore della Repubblica, restando in carica per altre tre legislature, fino al 1987.
In seguito continua a fare politica a livello locale nel pesarese con il PCI e poi con il PDS: dal 1990 al 1995 è consigliere comunale a Gradara e poi per alcuni mesi a Mombaroccio.
Dopo la sua morte, avvenuta all'età di 88 anni nel 2013, gli venne intitolato un cavalcaferrovia nella sua città natale. 

## Opere
- Giuseppe Mari, Giorgio De Sabbata; La Resistenza in provincia di Pesaro e la partecipazione degli Jugoslavi; 1964
- Miha Košak, Giorgio De Sabbata, Maria Mancini; Pesarska keramika včeraj in danes; Mestna galerija; 1968